# Pipit rousset
Anthus rufulus
Espèce
Statut de conservation UICN

LC : Préoccupation mineure
Le Pipit rousset (Anthus rufulus) est une espèce de passereaux de la famille des Motacillidae. 

## Répartition
Cet oiseau est répandu à travers l'écozone Indomalaise.

### Liste des sous-espèces
Selon la classification de référence du Congrès ornithologique international (15.1, 2025) :
- A. r. rufulus Vieillot, 1818 — Asie du Sud, Yunnan et nord de l'Indochine ;
- A. r. malayensis Eyton, 1839 — sud de l'Indochine, Sumatra, Java et Bornéo ;
- A. r. lugubris (Walden, 1875) — Philippines ;
- A. r. albidus Stresemann, 1912 — Célèbes, Bali à Alor et Sumba ;
- A. r. medius Wallace, 1864 — Savu et îles Sermata.

## Systématique
Le nom valide complet (avec auteur) de ce taxon est Anthus rufulus Vieillot, 1818.
Ce taxon porte en français le nom vernaculaire ou normalisé suivant : Pipit rousset.